# Villars-Colmars
Villars-Colmars ist eine französische Gemeinde mit 254 Einwohnern (Stand 1. Januar 2022) im Département Alpes-de-Haute-Provence in der Region Provence-Alpes-Côte d’Azur. Sie gehört zum Arrondissement Castellane und zum Kanton Castellane.

## Geographie
Villars-Colmars liegt in den französischen Seealpen. Die angrenzenden Gemeinden sind Allos im Norden, Colmars im Osten, Beauvezer im Süden, Thorame-Basse im Südwesten und Prads-Haute-Bléone im Westen. 
551 Hektar der Gemeindegemarkung sind bewaldet. Das Dorf selbst liegt auf 1300 m. 

## Bevölkerungsentwicklung
| Jahr      | 1962 | 1968 | 1975 | 1982 | 1990 | 1999 | 2008 | 2012 |
| --------- | ---- | ---- | ---- | ---- | ---- | ---- | ---- | ---- |
| Einwohner | 94   | 107  | 97   | 141  | 203  | 209  | 238  | 257  |

## Sehenswürdigkeiten
Villars-Colmars besitzt eine Sonnenuhr, die als Monument historique registriert ist.

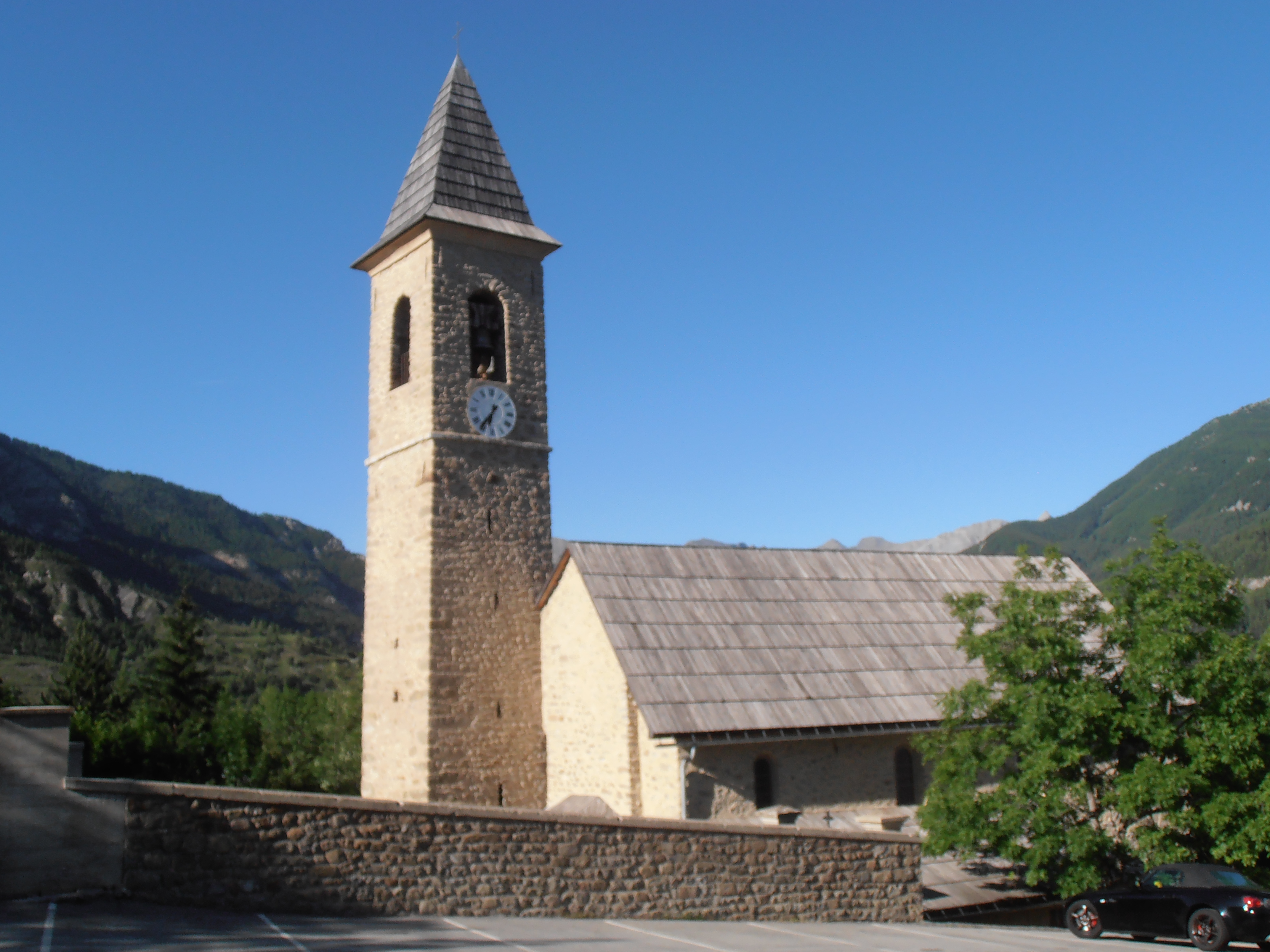
Kirche Saint-Sévère
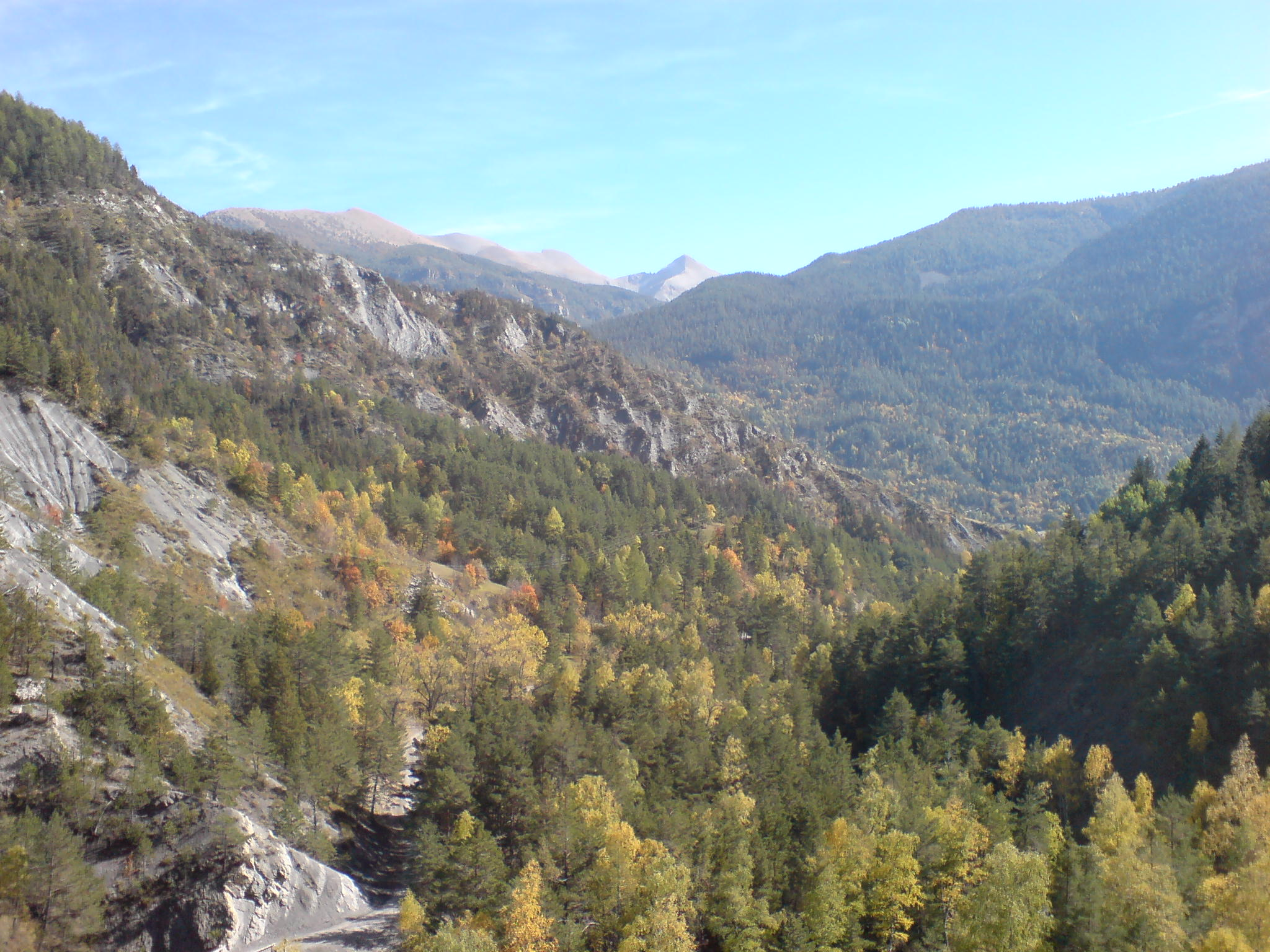
Vallon de Chasse